# محمدجواد کیا
محمدجواد کیا (زادهٔ ‎۷ شهریور ۱۳۸۰ در مازندران) بازیکن فوتبال اهل ایران است که در پست دروازه‌بان برای باشگاه باشگاه فوتبال استقلال خوزستان در لیگ برتر خلیج فارس بازی می‌کند.

## سابقه باشگاهی

### پدیده مشهد
وی سابقه بازی در پدیده مشهد را نیز دارد.

### آلومینیوم اراک
وی در ۴ تیر ۱۴۰۱ با قراردادی سه ساله به آلومینیوم اراک پیوست.

### استقلال
محمد جواد کیا که سابقه بازی در شهرخودرو و آلومینیوم اراک زیر نظر مهدی رحمتی را داشت در ۹ شهریور ۱۴۰۲ به استقلال پیوست و به عنوان دروازه بان سوم در تمرینات استقلال شرکت میکند.

### هوادار
محمد جواد کیا در تاریخ ۱۱ شهریور ۱۴۰۳ با قراردادی به باشگاه فوتبال هوادار پیوست.

### استقلال خوزستان
این دروازه بان جوان بعد از حضور در تیم سقوط کرده هوادار تهران به تیم استقلال خوزستان پیوست تا در فصل 1404 در این تیم توپ بزند 

## آمار باشگاهی
تا تاریخ ۱۳ اسفند ۱۴۰۲
| عملکرد باشگاهی | عملکرد باشگاهی | عملکرد باشگاهی | لیگ      | لیگ      | جام      | جام      | قاره‌ای | قاره‌ای | سایر     | سایر     | مجموع | مجموع |
| باشگاه         | لیگ            | فصل            | بازی     | گل       | بازی     | گل       | بازی   | گل     | بازی     | گل       | بازی  | گل    |
| —              | —              | —              | لیگ برتر | لیگ برتر | جام حذفی | جام حذفی | آسیا   | آسیا   | سوپر جام | سوپر جام | مجموع | مجموع |
| -------------- | -------------- | -------------- | -------- | -------- | -------- | -------- | ------ | ------ | -------- | -------- | ----- | ----- |
| شهرخودرو       | لیگ برتر       | ۲۰۱۹–۲۰۲۰      | ۰        | ۰        | ۰        | ۰        | ۲      | ۰      | –        | –        | ۲     | ۰     |
| شهرخودرو       | لیگ برتر       | ۲۰۲۰–۲۰۲۱      | ۳        | ۰        | ۰        | ۰        | –      | –      | –        | –        | ۳     | ۰     |
| شهرخودرو       | لیگ برتر       | ۲۰۲۱–۲۰۲۲      | ۱        | ۰        | ۰        | ۰        | –      | –      | –        | –        | ۱     | ۰     |
| مجموع شهرخودرو | مجموع شهرخودرو | مجموع شهرخودرو | ۴        | ۰        | ۰        | ۰        | ۲      | ۰      | –        | –        | ۶     | ۰     |
| آلومینیوم      | لیگ برتر       | ۲۰۲۲–۲۰۲۳      | ۰        | ۰        | ۰        | ۰        | –      | –      | –        | –        | ۰     | ۰     |
| استقلال        | لیگ برتر       | ۲۰۲۳–۲۰۲۴      | ۰        | ۰        | ۰        | ۰        | –      | –      | –        | –        | ۰     | ۰     |
| مجموع آمار     | مجموع آمار     | مجموع آمار     | ۴        | ۰        | ۰        | ۰        | ۲      | ۰      | ۰        | ۰        | ۶     | ۰     |